# Over My Shoulder
Over My Shoulder is een nummer van de Britse band Mike and the Mechanics. Het is de eerste single van hun vierde studioalbum Beggar on a Beach of Gold uit 1995. Op 13 februari dat jaar werd het nummer op single uitgebracht.

## Achtergrond
Het nummer gaat over een jongen die, tegen zijn zin, afscheid moet nemen van zijn meisje.
De single werd in een aantal landen een hit en behaalde in thuisland het Verenigd Kominkrijk de 12e positie in de UK Singles Chart. In Ierland werd de 26e positie bereikt, in Frankrijk de 9e, Canada de 22e, IJsland de 4e, Duitsland de 44e en in de Eurochart Hot 100 de 34e positie.
In Nederland werd de single regelmatig gedraaid op de landelijke radiozenders en werd een radiohit. Desondanks werd géén notering behaald in zowel de Nederlandse Top 40 op Radio 538 als de destijds nieuwe publieke hitlijst; de Mega Top 50 op Radio 3FM.
In België bereikte de single de 21e positie in de Waalse Ultratop 50. In zowel de Vlaamse Ultratop 50 als de Vlaamse Radio 2 Top 30 werd géén notering behaald.